# Lodowiec Nabesna

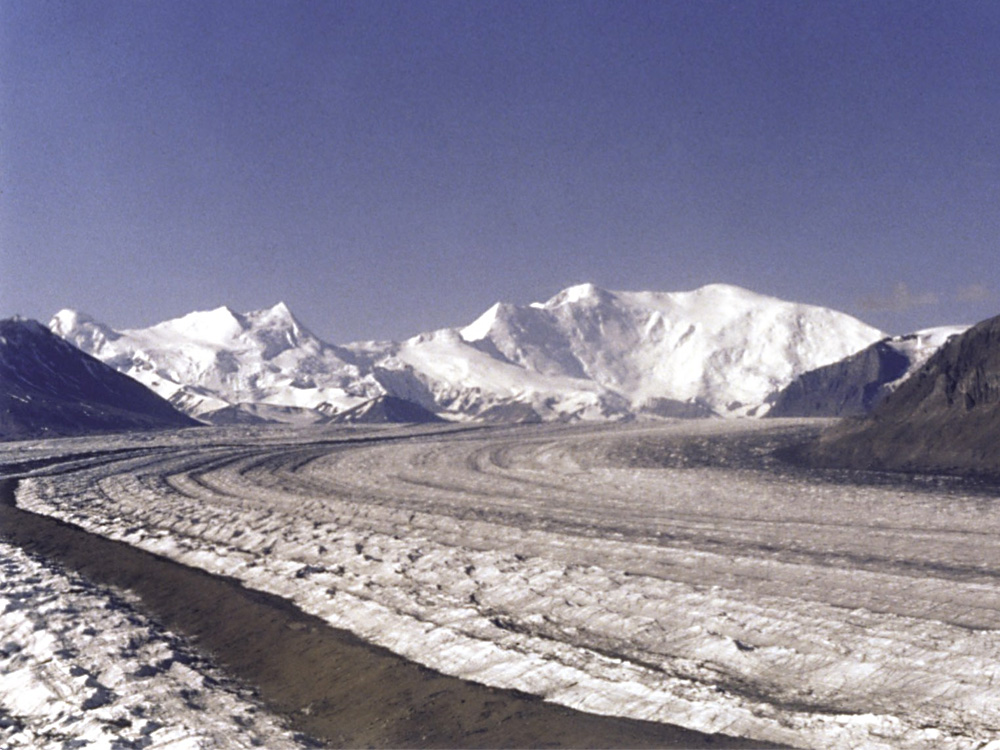
Lodowiec Nabesna na tle Gór Wrangla

Nabesna – lodowiec na Alasce w Stanach Zjednoczonych. Swoje źródło bierze w grubej pokrywie śnieżnej Gór Wrangla. Długość jego głównego biegu wynosi 87 km. Jest jednym z najdłuższych kończących się na lądzie lodowców.
Cechy ruchu Nabesny były badane zimą i wiosną w latach 1994-1996. Z badań wynika, że uśredniona prędkość przepływu lodowca w okresie zimowo-wiosennym wynosi od 0,3 do 0,7 m dziennie. Oczekuje się, że prędkość ta w okresie letnim jest znacznie większa.